# Миклешть
Миклешти (Миклешты) (рум. Miclești) — село в Криулянском районе Молдавии. Является административным центром коммуны Миклешть, включающей также село Стецкань.

## География
Село расположено на высоте 197 метров над уровнем моря.

## Население
По данным переписи населения 2004 года, в селе Миклешть проживает 1468 человек (735 мужчин, 733 женщины).
Этнический состав села:
| Национальность | Число жителей | Процентный состав |
| -------------- | ------------- | ----------------- |
| молдаване      | 1450          | 98.77             |
| румыны         | 13            | 0.89              |
| русские        | 3             | 0.2               |
| украинцы       | 1             | 0.07              |
| гагаузы        | 1             | 0.07              |
| Всего          | 1468          | 100%              |

## Известные уроженцы
- Георге Мардаре (Gheorghe Mardare; род. 1946) — молдавский скульптор, художественный критик, педагог и публицист.